# 鱗 (曲)
「鱗」（うろこ）は、秦基博の2枚目のシングル。2007年6月6日に発売された。

## 解説
- 作詞作曲は秦基博。編曲は亀田誠治（#1）、上田禎（#2,3）、鹿島達也（#3）。
- 本作で初めて音楽プロデュースに、東京事変としても活動する亀田誠治を迎えて制作された。
- 本作の購入者を対象に、東京と大阪において、イベント『秦基博トーク & LIVE 納涼! 鱗（うろこ）祭り』が行われた。
- 初回限定盤には、Shibuya O-Westで行われたデビュー後初のワンマンライブの模様と「鱗（うろこ）」のビデオクリップのディレクターズカット版を収録したDVD付。
- 2016年6月配信のAmazonプライム・ビデオ ドラマ『はぴまり〜Happy Marriage!?〜』のエンディング曲として使用された。
- 2017年9月6日に岡崎体育がリミックスを施した「鱗(うろこ) -岡崎体育Remix-」が配信限定でリリースされた。同楽曲のコラボレーションの情報解禁は、ミュージックステーション内で行われ、同番組のTwitter公式アカウントが秦と岡崎体育のツーショットを投稿し、2人が以前より似ているのではと噂されていたことから、大きな話題を集めた。

## 収録曲
1. 鱗
  - 日本テレビ系夏ドキュ!『テージセー 〜1461日の記憶〜』イメージソング
  - OFFICE AUGUSTA presents SHORT FILM『ボクと君』第二話ストーリーテーマソング[1]
  - JASRACの登録では、丸括弧及びひらがなを付加しない「鱗」で楽曲名が登録されている。
2. プール
  - ミニアルバム『僕らをつなぐもの プレミアム・エディション』に収録されている。
3. 夜をぶっとばせ
  - ORIGINAL LOVEの楽曲のカバー。
4. 鱗［backing track］

## 演奏
鱗
- 秦基博：Vocal, Acoustic Guitar
- 亀田誠治：Bass, Sound Produce
- 山木秀夫：Drums
- 西川進：Electric Guitar
- 皆川真人：Piano
- 金原千恵子ストリングス：Strings

プール
- 秦基博：Vocal, Acoustic Guitar
- 鹿島達也：Bass
- 上田禎：Acoustic Guitar, Keyboards, Programming, Sound Produce

夜をぶっとばせ
- 秦基博：Vocal, Acoustic Guitar,
- 上田禎：Keyboards, Electric Guitar, Sound Produce
- 鹿島達也：Bass, Electric Guitar, Sound Produce
- 佐野康夫：Drums

## 初回特典DVD収録内容
- 『プレミアム・ワンマンLIVE & スペシャルVIDEO CLIP』

1. 青
2. やわらかな午後に遅い朝食を
3. dot
4. シンクロ
5. 鱗＋オフショット
6. 鱗－ディレクターズカット－

## カバー
- Goose houseが、テレビアニメ「四月は君の嘘」とのカバーソングコラボレーション企画の第二弾として、この曲をカバーした[2]。
  - 元メンバーの竹渕慶が2025年4月30日に発売したカバーアルバム『この歌をあなたに』でも、この曲をカバーしている[3]。
- SotteBosse - アルバム『Beautiful Life』（2014年）に収録。
- fumika - アルバム『COVER LIFE』（2018年）に収録。
- 森恵 - カバーアルバム『COVERS2 Grace of The Guitar+』（2020年）に収録。
- ONEW - カバーアルバム『Who sings? Vol.1』（2022年）に収録。